# East Malling
East Malling är en ort i grevskapet Kent i sydöstra England. Orten ligger i distriktet Tonbridge and Malling samt i civil parishen East Malling and Larkfield, cirka 2 kilometer sydost om West Malling och cirka 6 kilometer väster om Maidstone. East Malling hade 5 423 invånare vid folkräkningen år 2021.